# Вірмаше
Вірмаше (словен. Virmaše) — поселення в общині Шкофя Лока, Горенський регіон, Словенія. Висота над рівнем моря: 362,6 м.